# География Ватикана

Карта Ватикана

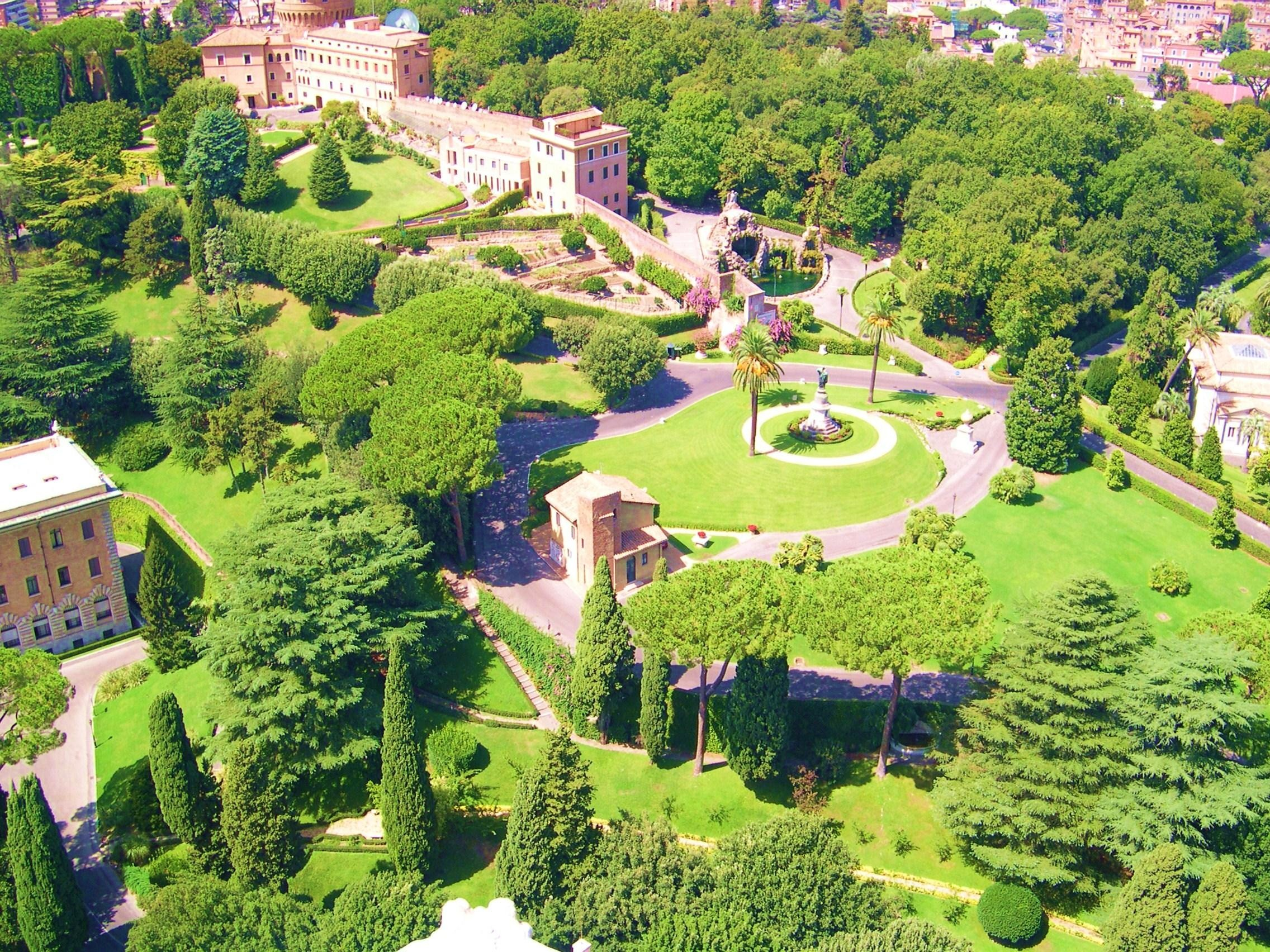
Сады Ватикана

Ватикан расположен в центральной части Апеннинского полуострова и со всех сторон окружён территорией Рима. Город расположен в западной части Рима на правом берегу реки Тибр в 20 км от побережья Тирренского моря. Климат мягкий средиземноморский (мягкая дождливая зима и жаркое сухое лето).
Средняя температура воздуха зимой составляет не менее +5° С. Средняя температура воздуха летом держится на уровне около +25° С. Наибольшее количество осадков выпадает в течение осенних месяцев.
Ватикан выхода к морю не имеет.
Ландшафт холмистый, с перепадом высот от 19 до 75 м.
Полезных ископаемых нет.
Большая часть территории представляет собой городскую застройку. Имеются зелёные насаждения.